# Leonardo Scanferla
Leonardo Scanferla (Padova, 4 dicembre 1998) è un pallavolista italiano, libero del Milano.

## Carriera

### Club
La carriera di Leonardo Scanferla inizia nella giovanili del Padova: nella stagione 2017-18 viene promosso in prima squadra a seguito all'infortunio di Niccolò Bassanello, disputando il campionato di Superlega ed esordendo il 30 dicembre 2017 contro la Sir Safety Perugia.
Nell'annata 2018-19 viene ceduto in prestito all'Atlantide Brescia, in Serie A2, mentre nella stagione successiva è ingaggiato della You Energy, squadra neopromossa in Superlega, con cui vince la Coppa Italia 2022-23; dopo sei annate di militanza nel club di Piacenza, per la stagione 2025-26 cambia casacca vestendo quella del Milano, sempre in nella massima divisione.

### Nazionale
Nel 2021 ottiene le prime convocazioni nella nazionale italiana, con la quale si aggiudica la medaglia d'oro al campionato mondiale 2022 e quella d'argento al campionato europeo 2023.

## Palmarès

### Club
- Coppa Italia: 1

2022-23

### Nazionale (competizioni minori)
- Memorial Hubert Wagner 2023